# Сітяєв Юрій Миколайович
Ю́рій Микола́йович Сітя́єв (3 лютого 1977, м. Донецьк, Українська РСР — 23 травня 2014, с. Золотий Колодязь, Добропільський район, Донецька область, Україна) — український військовослужбовець, миротворець, десантник, танкіст, старший солдат Збройних сил України. Учасник російсько-української війни. Позивний «Сітяй».

## Життєпис
Юрій Сітяєв народився в Донецьку. З дитячих років проживав у місті Кобеляки на Полтавщині. 1991 року закінчив 8 класів середньої школи №2 міста Кобеляки, 1995 року — Кобеляцьке професійно-технічне училище. Того ж року був призваний на військову службу в аеромобільні війська. В 1996—1997 роках у званні старшого солдата брав участь в обмеженому контингенті миротворчих сил в Югославії на посаді старшого механіка-водія танку Т-64Б. Після демобілізації повернувся в Кобеляки.
2 квітня 2014 року призваний на військову службу за частковою мобілізацією як доброволець. Юрій Сітяєв сам прийшов до війсккомату, як він сказав матері, — щоб не було соромно перед пам'яттю діда, інваліда Великої вітчизняної війни.
Старший солдат, механік-водій танка 93-ї окремої механізованої бригади, в/ч А1302, Черкаське.
З травня брав участь в антитерористичній операції на посиленні блокпостів у Добропільському районі Донецької області.
Загинув 23 травня 2014 року від кулі снайпера під час нападу терористів на блокпост поблизу села Золотий Колодязь на трасі Добропілля — Краматорськ. За розповідями товаришів по службі, у той день близько 15:00 на блокпост під'їхав автомобіль патрульно-постової служби та інкасаторський мікроавтобус. В цей час українські бійці укріплювали свої позиції. З автомобілів вийшли озброєні чоловіки й кинули шумові гранати, а потім відкрили прямий вогонь. Старші солдати Юрій Сітяєв та Андрій Абросімов, як найбільш досвідчені, першими вступили у бій. Вони прийняли удар на себе й загинули від кульових поранень, ще два військовослужбовці дістали поранень, але атаку було відбито. Важкопоранений старший сержант Андрій Дерило помер 9 червня у київському шпиталі.
Терористи застосували таку ж саму тактику, як і напередодні під час нападу на блокпост 51-ї бригади поблизу Волновахи.
26 травня Юрія поховали на міському кладовищі в Кобеляках. Залишились мати Тетяна Петрівна Опришко, батько Микола, молодший брат Роман, сестра Наталя, яка мешкає у Москві, та 17-річна донька Аліна.

## Нагороди та звання
19 липня 2014 року — за особисту мужність і героїзм, виявлені у захисті державного суверенітету та територіальної цілісності України, відзначений — нагороджений орденом «За мужність» III ступеня (посмертно).
Рішенням 40-ї сесії Кобеляцької районної ради 6-го скликання від 08.09.2015 № 17 присвоєне звання «Почесний громадянин Кобеляцького району» (посмертно).
Рішенням Полтавської обласної ради нагороджений відзнакою «За вірність народу України» І ступеня (посмертно): на визнання вагомих особистих заслуг перед Полтавщиною та Україною занесений до Книги Пошани Полтавської обласної ради.

## Вшанування пам'яті
У вересні 2014 року Кобеляцька міська рада ухвалила рішення пойменувати один із провулків міста на честь Юрія Сітяєва.
14 жовтня 2015 року в місті Кобеляки на фасаді загальноосвітньої школи № 2 імені Олеся Гончара по вулиці Шевченка, 34/37, де навчався Юрій Сітяєв, відкрито меморіальну дошку на його честь.
23 травня 2016 року біля села Золотий Колодязь на місці колишнього блокпоста відкрито пам'ятний знак на честь трьох загиблих бійців 93-ї механізованої бригади, серед яких ім'я старшого солдата Юрія Сітяєва.